# Star Trek: Jurnalul 3
Star Trek: Jurnalul 3 (1975) (titlu original Star Trek Log 3) este o carte science fiction scrisă de Alan Dean Foster. Ea reprezintă a treia novelizare a unor episoade din Star Trek: Seria animată și a fost publicată inițial de Ballantine Books.

## Conținut
- A fost odată pe o planetă (Once Upon a Planet)
- Patima lui Mudd (Mudd's Passion)
- Magia de pe Megas-Tu (The Magicks of Megas-Tu)

## Intriga

### A fost odată pe o planetă
Adaptare după un scenariu de Len Jonnson și Chick Menville.
Echipajul navei Enterprise ajunge pe o planetă de recreere și de odihnă. Această planetă este programată să reproducă fanteziile oricui. Dar sistemul o ia razna, iar echipajul navei Enterprise este urmărit de plăsmuirile fantastice ale propriei lor închipuiri.

### Patima lui Mudd
Adaptare după un scenariu de Stephen Kandel.
Harry Mudd, un negustor fără scrupule, furișează la bordul navei Enterprise o poțiune de iubire. Primii afectați de această licoare sunt infirmiera Chapell și, extraordinar!, domnul Spock.

### Magia de pe Megas-Tu
Adaptare după un scenariu de Larry Brody.
Căpitanul James T. Kirk și oamenii săi se întâlnesc pe o misterioasă planetă cu om-țap numit Lucien. Care li se pare atât de cunoscut...

## Personaje
- Arex
- James T. Kirk
- Spock
- Leonard McCoy
- Montgomery Scott
- Hikaru Sulu
- Uhura
- Kyle